# Provinz Taourirt

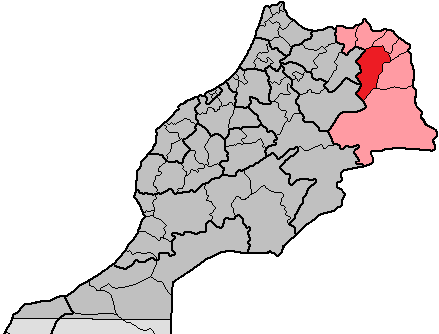
Provinz Taourirt in der Region Oriental

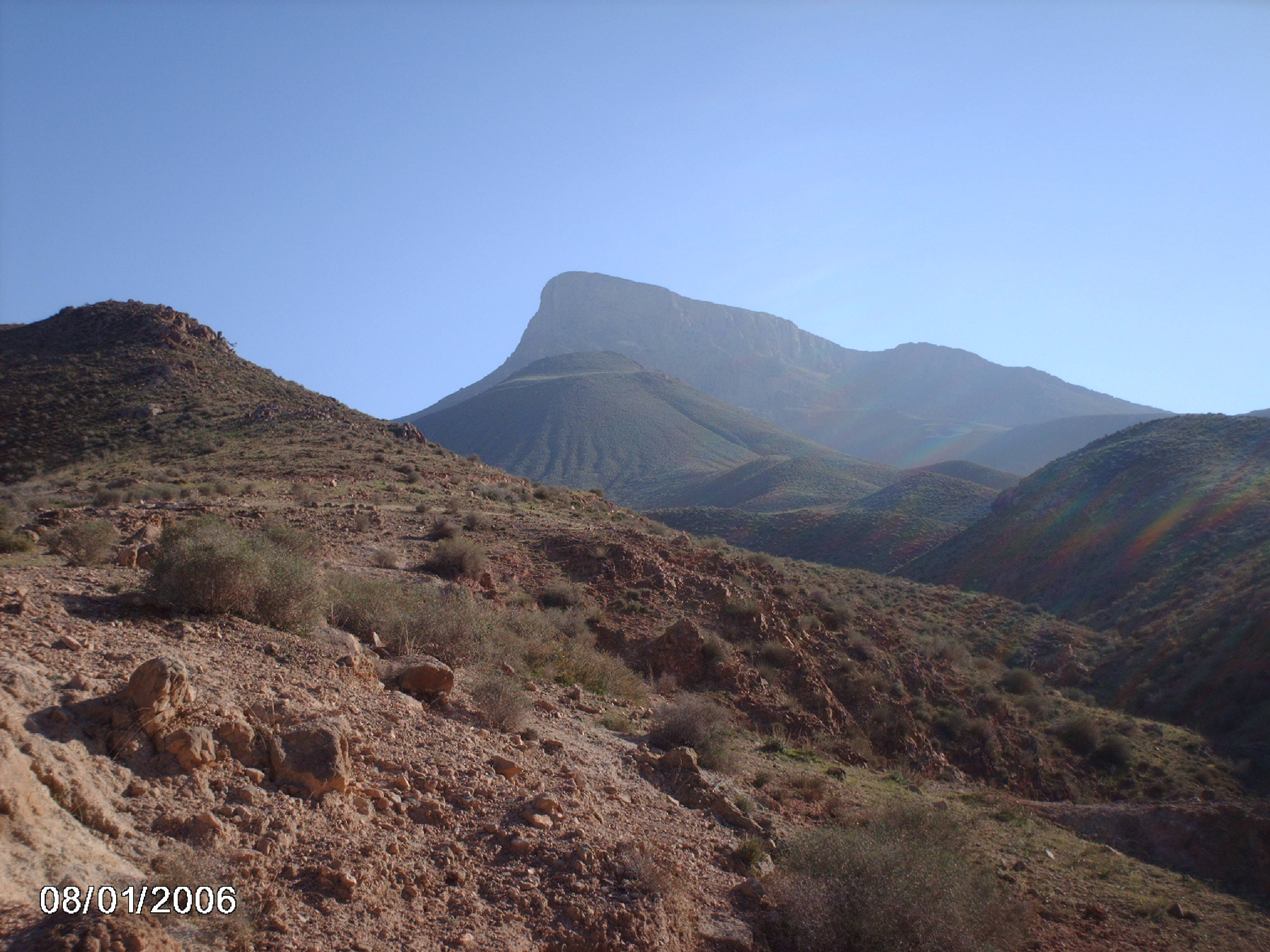
Berglandschaft bei Taourirt

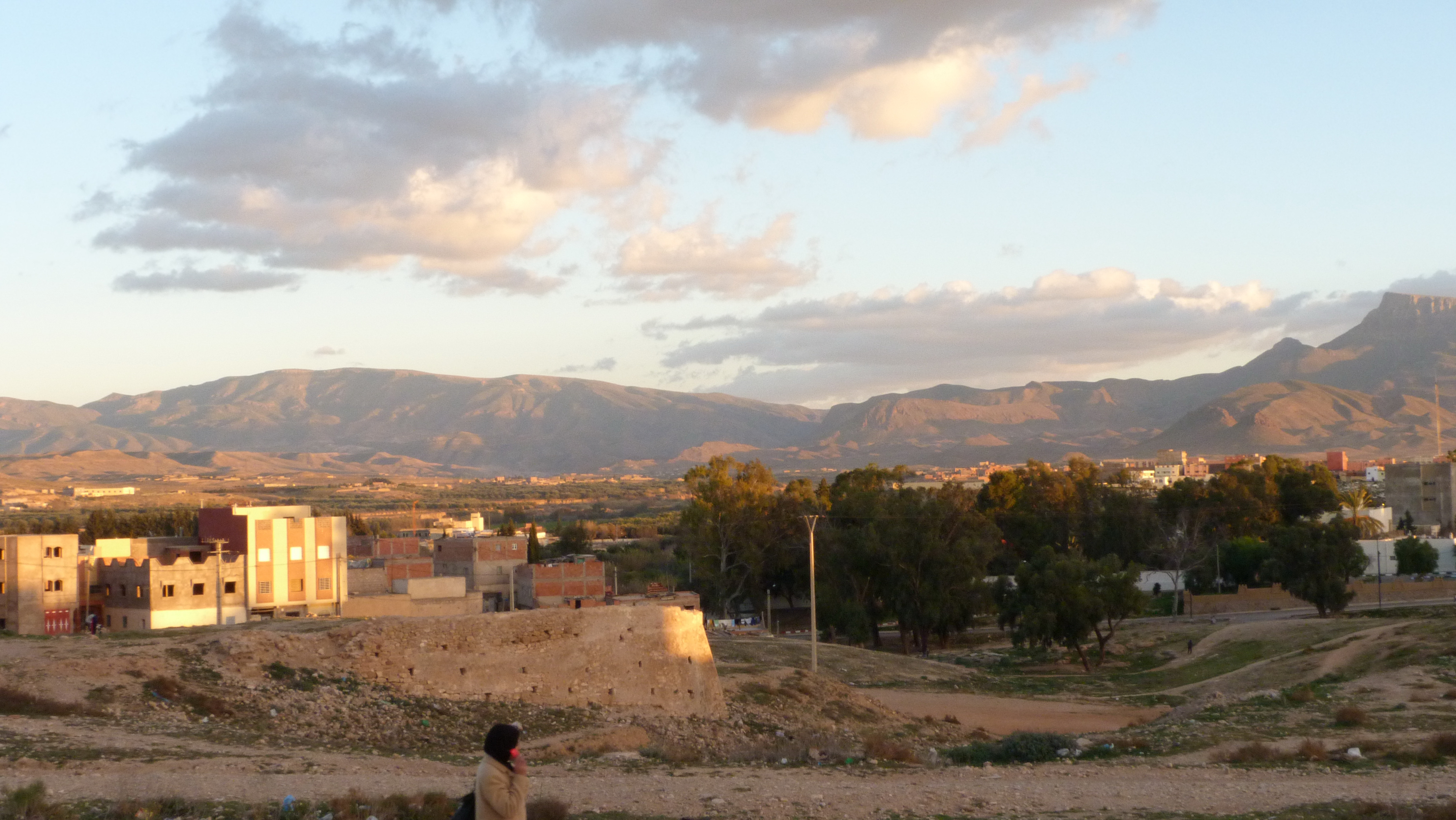
Ortsansicht von Taourirt

Die etwa 8500 km² große und etwa 220.000 Einwohner zählende Provinz Taourirt (arabisch إقليم تاوْريرت, Tamazight: ⵜⴰⵙⴳⴰ ⵏ ⵜⴰⵡⵔⵉⵔⵜ) ist eine marokkanische Provinz in der Region Oriental. Die Hauptstadt der Provinz ist die Stadt Taourirt.

## Geographie

### Lage
Die Provinz Taourirt grenzt im Nordwesten an die Provinz Nador, im Norden an die Provinz Berkane, im Nordosten an die Präfektur Oujda-Angad, im Osten an die Provinz Jerada, im Südosten an die Provinz Figuig, im Südwesten an die Provinz Boulemane und im Westen an die Provinz Guercif.

### Landschaft
Die in großen Teilen halbwüstenartige Provinz liegt durchschnittlich etwa 500 m hoch (Taourirt 400 m ü. d. M.); die höchsten Erhebungen liegen bei 1400 bis 1600 m. Der Oued Moulouya durchfließt die Provinz von Südwesten nach Nordosten. Ein weiterer – über weite Teile des Jahres ausgetrockneter – Fluss ist der Oued Za, dessen Wasser zusammen mit denen des Moulouya nördlich von Taourirt in einem großen Stausee gespeichert werden.

### Klima
Das wüstenartige Klima ist heiß und trocken. Im Sommer können die maximalen Tagestemperaturen 40 bis 45 °C erreichen; die Nächte sind je nach Bewölkung deutlich kühler mit morgendlichen Temperaturen von nur 10 bis 15 °C. Im Winter ist es etwas kühler mit Tagestemperaturen von 20 bis 30 °C und Nachttemperaturen von 5 bis 10 °C.

## Bevölkerung
Die Bevölkerung der dünnbesiedelten Provinz besteht zu annähernd 100 % aus Berbern, die hier noch bis ins frühe 20. Jahrhundert als Halbnomaden (Transhumanten) gelebt haben. Inzwischen lebt über die Hälfte der Menschen in den drei Städten Taourirt (ca. 80.000), El Aïoun Sidi Mellouk (ca. 35.000) und Debdou (ca. 5.000). Die übrigen leben in elf kleineren Landgemeinden, deren Hauptorte jedoch schon kleinstädtischen Charakter haben.

## Wirtschaft
Die landwirtschaftlich genutzte Fläche der Provinz beträgt – in Abhängigkeit von den winterlichen Regenfällen – etwa 120.000 ha. Durch die Schaffung des Moulouya-Stausees in den Jahren 1990 bis 2000 nördlich von Taourirt ist ausreichend Wasser für die Menschen und die Bewässerung einiger Anbauflächen (ca. 8000 ha) vorhanden. Ein Teil der Bergregionen der Provinz gilt als bewaldet, wobei die Bäume in großen Abständen voneinander stehen. Es gibt kleinere Anbauflächen für Oliven- und Mandelbäume. Der Tourismus spielt so gut wie keine Rolle.

## Geschichte
Die Gegend um Taourirt hat zu keiner Zeit in der marokkanischen Geschichte eine bedeutende Rolle gespielt. Die Provinz Taourirt wurde im Jahr 1999 geschaffen.

## Sehenswürdigkeiten
In erster Linie interessant ist die (halb)wüstenartige Landschaft, in der ab und an einige Berberzelte aus schwarzem Ziegenhaar zu sehen sind.